# 第12軍團 (德意志國防軍)
第12集团军（德語：12. Armee）是二战期间德国国防军的一支集团军。

## 歷史
第12集团军于1939年10月13日成立，由威廉·李斯特大将指挥。它参与了齐格菲防线沿线的防御行动，并参与了对法国的入侵和占领。作为轴心国在巴尔干地区进攻的一部分，军队随后被转移到罗马尼亚。
1941年2月，李斯特与保加利亚总参谋部达成协议，允许德军通过。2月28日晚，德军部队从罗马尼亚渡过多瑙河，在保加利亚占据战略要地。
4月6日，第12集团军进军南斯拉夫和希腊。南斯拉夫首先崩溃了，在与意大利人作战六个月后，希腊人无法抵抗第12集团军的15个师（其中4个师是装甲部队）。
英国随后从利比亚排除四个师来援助希腊人，但他们和希腊人一样，被德国装甲车和德国空军的空袭击垮。希腊北部军队于4月23日向德国人投降。四天后，德国坦克进入雅典并在卫城上空悬起了纳粹标志。第12集团军于1943年1月1日成为E集团军群。
1945年4月10日，第12集团军在易北河附近的西线重组。在瓦尔特·温克裝甲兵上将的带领下，第12集团军在柏林战役期间在被围困的德国首都进行了德国军队最后一次解救德国元首阿道夫·希特勒的尝试。虽然成功抵达波茨坦，但第12集团军被数量上占优势的苏联红军阻止，被迫放弃解救柏林的努力。第12集团军随后与特奥多尔·布斯中将在比利茨以南被歼灭的第9集团军的残余部队会合，在苏联突破的混乱中，为士兵和难民提供了一条通往西部的走廊，让他们到达并穿过部分被毁的易北河大桥1945年5月4日至5月7日，在唐格明德向美军投降。

## 戰鬥序列
1940年6月
- 第3軍
  - 第3步兵师
  - 第23步兵师
  - 第52步兵师
- 第13軍
  - 第17步兵师
  - 第21步兵师
  - 第260步兵师
- 第23軍
  - 第73步兵师
  - 第82步兵师
  - 第86步兵师
- 第18軍
  - 第10步兵师
  - 第26步兵师
  - 党卫军警察师

1941年4月
- 第18軍
  - 第5山地师
  - 第6山地师
  - 第2装甲师
  - 第72步兵师
- 第39軍
  - 第50步兵师
  - 第164步兵师
  - 第46步兵师
- 第50軍
- 第11軍
  - 第76步兵师
  - 第198步兵师
- 第40軍